# Procompsognathus triassicus
Procompsognathus (il cui nome significa "prima di Compsognathus'') è un genere estinto di dinosauro teropode coelophyside vissuto nel Triassico superiore, circa 210 milioni di anni fa (Norico), in Germania. Il Procompsognathus è uno dei più piccoli dinosauri mai esistiti che da adulto poteva raggiungere 1 metro (3,3 piedi) di lunghezza.

## Etimologia
Il nome del genere, Procompsognathus, significa "prima di Compsognathus", e deriva dal nome di un altro dinosauro, il Compsognathus, che a sua volta significa "mascella elegante"; dal greco antico kompsos (κομψός) ossia "elegante", "raffinato" o "delicato" e gnathos (γνάθος) che significa "mascella". Il prefisso Pro (προ) significa "prima" o "antenato", sebbene non vi sia alcuna prova di parentela tra i due generi. Il nome specifico, triassicus, si riferisce al periodo geologico in cui visse l'animale, il Triassico.

## Descrizione
Il Procompsognathus è uno dei più piccoli dinosauri mai esistiti che da adulto poteva raggiungere il metro (3,3 piedi) di lunghezza, anche se Fraas (1913) ha stimato una lunghezza di 75 cm (2,5 piedi). Nel 2010, Gregory S. Paul stimò un peso di 1 kg (2,2 lb) per una lunghezza di 1,1 metri (3,6 piedi). Il Procompsognathus era bipede con lunghe gambe sottili e braccia più corte. Il muso era lungo ed esile con piccoli denti, e una coda rigida che bilanciava il peso del corpo. Il femore, scoperto insieme all'esemplare tipo, misurava 93 millimetri e la tibia 112 millimetri. La tibia è di circa il 20% più lunga del femore, un adattamento fortemente correlato con lo sviluppo delle abitudini cursorie, suggerendo che questi animali erano buoni corridori.

## Classificazione

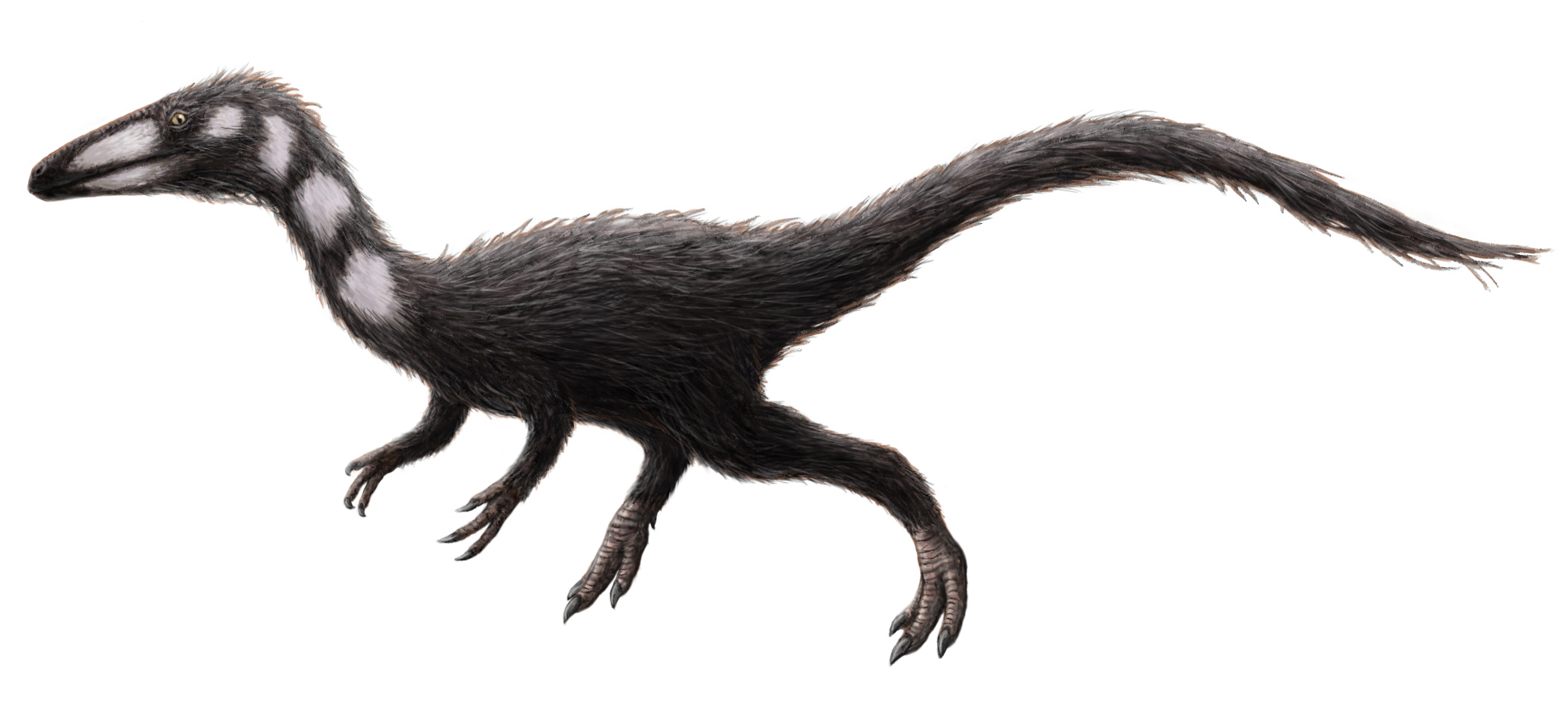
Ricostruzione artistica di P. triassicus

### Esemplare tipo SMNS 12591
Sebbene sia senza dubbio un piccolo carnivoro bipede, l'esemplare tipo SMNS 12591 è in pessima conservazione e sebbene sia noto come Procompsognathus la sua esatta identità è difficile da determinare. Fraas originariamente assegnò il fossile a Dinosauria. Nel 1923, Franz Nopcsa coniò anche la sottofamiglia dei Procompsognathinae, e nel 1929 von Huene creò la famiglia dei Procompsognathidae, anche se quest'ultimo nome è raramente utilizzato. Nel 1932, von Huene lo vide come un membro di Pseudosuchia. Da allora è stato generalmente considerato un dinosauro carnivoro, con alcune eccezioni. Nel 1992, Paul Sereno e Rupert Wild ha dichiarato che l'esemplare olotipico consisteva nei fossili di due animali diversi: lo scheletro postcraniale sarebbe di un teropode, probabilmente un coelophysoide relativo a Segisaurus, mentre il cranio e gli esemplari di von Huene sarebbe riferibile al basale crocodylomorpha Saltoposuchus connectens. Tuttavia, nel 1993 Sankar Chatterjee, dopo un'ulteriore preparazione, ha confutato la loro valutazione e considerò il cranio come quello di un dinosauro carnivoro simile a Syntarsus, dimostrando che non poteva trattarsi di un crocodylomorpho, in quanto non ha le caratteristiche di riferimento di questo gruppo. Sereno (1997), Ezcurra e Novas (2007) hanno condotto un'analisi filogenetica che ha sostenuto il posizionamento di Procompsognathus nella famiglia dei Coelophysidae. Sembra inoltre che sia più strettamente legato a Segisaurus halli.

### Esemplari SMNS 12352 e SMNS 12352a
Molta polemica è sorta tuttavia, circa l'associazione del materiale di von Huene. Nel 1982, John Ostrom ha affermato che SMNS 12352 e SMNS 12352a appartenessero ad un taxon diverso dall'olotipo. Nel 2006 e nel 2008 Fabien Knoll ha concluso che SMNS 12352 rappresentava un crocodylomorpho e SMNS 12352a un crocodylomorpho o qualche altro arcosauro basale. Lo scheletro postcraniale, per il quale ha riservato il numero di inventario SMNS 12591, era un coelophysoide; e il cranio, ora indicato con il numero SMNS 12591a, è un teropode forse più derivato, possibilmente un membro basale di tetanurae. Nel 2012, Knoll dopo una CAT-scan ha ribadito che SMNS 12352 era un crocodylomorpho, ma ha stabilito che era diverso da Saltoposuchus connectens.
Oliver Rauhut e Axel Hungerbuhler (2000) hanno notato caratteristiche delle vertebre che suggeriscono che il Procompsognathus sia un coelophyside o un ceratosauro, e Carrano et al. (2005), nel suo ri-studio del relativo genere Segisaurus, hanno provato che sia Segisaurus sia Procompsognathus appartengono a Coelophysidae, all'interno di Dinosauria. Nel 2004, David Allen considera Procompsognathus un primitivo ornithodiro.

### Caratteristiche anatomiche e autapomorfie
Una diagnosi è una dichiarazione delle caratteristiche anatomiche di un organismo (o un gruppo) che lo distinguono collettivamente da tutti gli altri organismi. Alcune, ma non tutte, le caratteristiche di una diagnosi sono anche autapomorfie. Un autapomorfia è una caratteristica anatomica distintiva che è l'unico per un dato organismo o un gruppo. Nel 2000, Rauhut ha osservato che la scapola di Procompsognathus è più snella di quella di Coelophysis bauri.
Nel 1998, Chatterjee ha notato che il cranio di Procompsognathus possiede una suite di sinapomorfie dei teropodi, che comprendeva:
- la presenza di una Fenstra mascellare;
- il vomere è fuso rostralmente e sono estesi considerevolmente in avanti alla coana;
- il singolo quadrato si attaccava completamente all'osso squamoso senza contatto con il paroccipitale;
- il lateroshenoide possiede un processo trasverso al postorbitale;
- gli orbitosfenoidi sono fusi;

## Storia della scoperta
Lo scheletro frammentario e mal conservato di Procompsognathus è stato trovato nel Stubensandstein, membro della Formazione Löwenstein, al Weiße Steinbruch, la cava di Albert Burrer sulle pendici settentrionali della regione Stromberg vicino a Pfaffenheim a Württemberg, in Germania. La scoperta è stata fatta da Albert Burrer nella primavera del 1909, nella pietra arenaria bianca e blu di marna grigie che sono stati depositati durante il Norico, nel periodo Triassico, circa 210 milioni di anni fa.
L'olotipo (SMNS 12591), consisteva in tre blocchi di arenaria: uno più piccolo, di sette centimetri di lunghezza, che conteneva un cranio gravemente schiacciato con mascella inferiore. Il secondo e il terzo contenevano i resti in parte articolati di uno scheletro postcraniale, tra cui ventinove vertebre del collo, della schiena e della coda, le costole, gli elementi del cingolo scapolare e una zampa anteriore, un ileo, il pube e le zampe posteriori. Il fossile rappresenta un individuo adulto.
Burrer ha inviato il campione al professor Eberhard Fraas della Königliche Stuttgarter Naturalienkabinett. In una conferenza del 9 ottobre 1911, Fraas ha dato al fossile il nome di "Hallopus celerrimus", considerandolo una forma di dinosauro di circa 60 cm (2,0 piedi), ed è stato associato con l'origine degli uccelli. In seguito, Fraas decise di utilizzare un nome diverso nella pubblicazione ufficiale. Fraas, nel 1913, prende il nome del genere Procompsognathus con specie tipo, Procompsognathus triassicus. Il campione tipo è ospitato nella collezione del Museo di Stato di Storia Naturale a Stoccarda, in Germania.
Nel 1921, Friedrich von Huene trovò altri due campioni di Procompsognathus, nella cava di Burrer: SMNS 12352, un cranio parziale e mascella da un individuo più grande della olotipo, e SMNS 12352a una mano sinistra isolata.

## Paleobiologia

### Fauna e habitat
Il Procompsognathus viveva in un ambiente relativamente asciutto, verso l'interno dove date le dimensioni cacciava e si nutriva di insetti, lucertole e altre piccole prede. Tra gli animali contemporanei di Prompsognathus vi erano i coelophysoidi Halticosaurus e Dolichosuchus, così come i sauropodomorphi Plateosaurus e Efraasia. Weishampel et al. (2004) notarono delle tracce di teropodi e fossili di un nuovo genere di herrerasauro senza nome conosciuto solo dal Stubensandstein.

## Nella cultura di massa

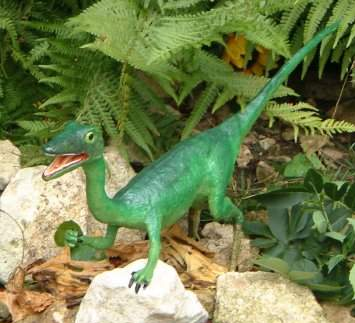
Ricostruzione di Procompsognathus

Per via della taglia ridotta il Procompsognathus è un dinosauro relativamente conosciuto, sebbene venga spesso confuso con Compsognathus, per via delle dimensioni e dell'anatomia simili.
Il Procompsognathus appare nel romanzo Jurassic Park e nel suo sequel Il mondo perduto, di Michael Crichton. Nel romanzo l'animale viene spesso indicato come "compy" dai personaggi. Nel libro inoltre possiede un morso velenoso dagli effetti soporiferi, sebbene non vi sia alcuna prova a sostegno della presenza di veleno in Procompsognathus. Nel romanzo originale di Crichton, John Hammond dopo essere stato spaventato dalla registrazione del ruggito di un Tyrannosaurus, cade da una collina e si rompe una gamba venendo poi circondato da un branco di Procompsognathus che lo avvelenano e lo divorano.
Nell'adattamento cinematografico di Jurassic Park, il Procompsognathus non compare. Compaiono invece nel film Il mondo perduto - Jurassic Park e in Jurassic Park III dove però vengono erroneamente chiamati Compsognathus triassicus, ironicamente l'unione del nome Compsognathus con il nome specifico di Procompsognathus triassicus.